# Université de Poitiers

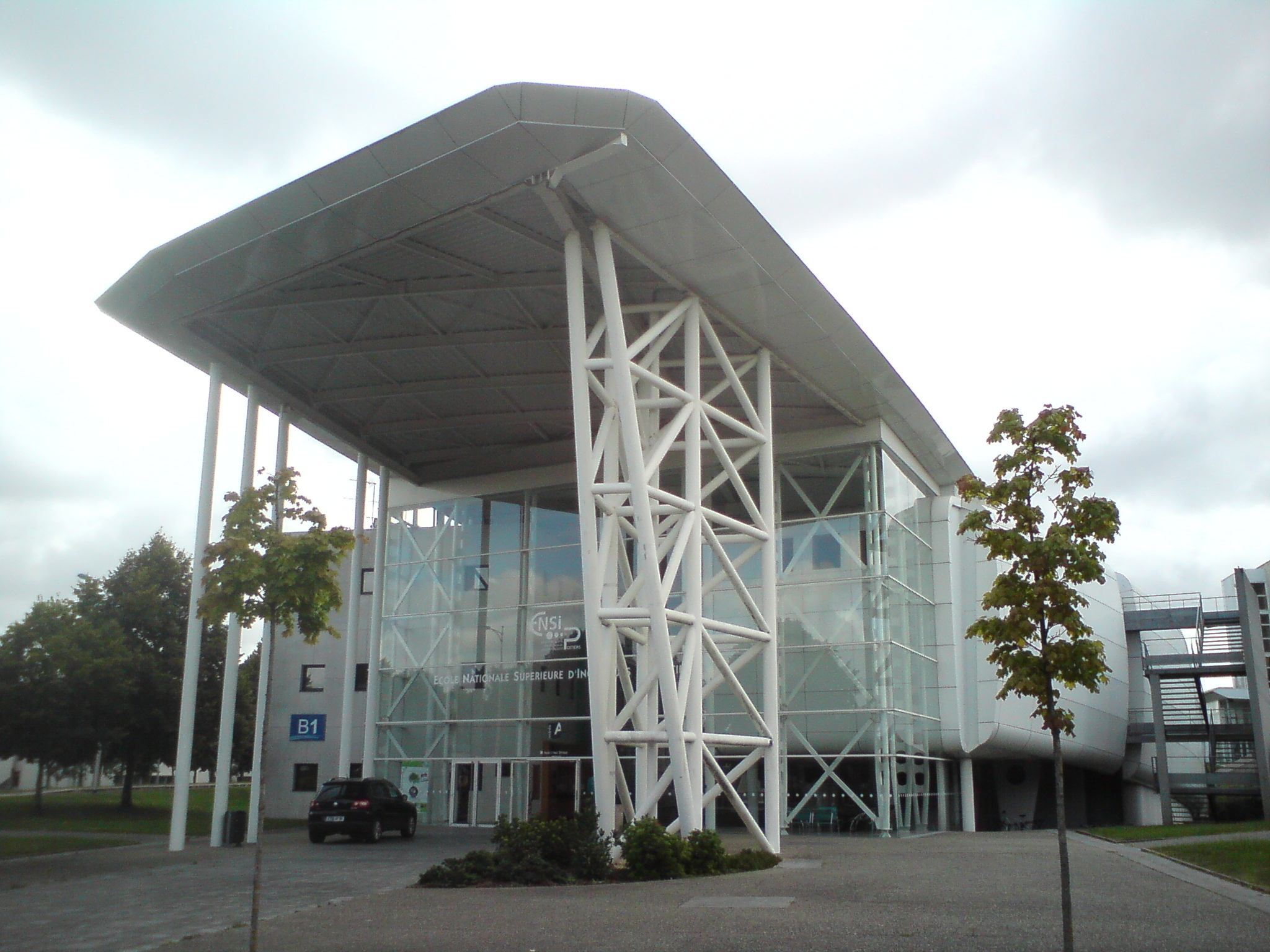
École nationale supérieure d'ingénieurs de Poitiers (ENSIP)

Université de Poitiers – francuski uniwersytet publiczny istniejący w mieście Poitiers. Obecnie studiuje w nim ponad 24 000 studentów wszystkich wydziałów, wspartych ponad 2 000 kadrą naukową oraz administracyjną. 

## Historia
Uczelnia została założona w 1431 przez ówczesnego papieża Eugeniusza IV, który podarował uniwersytet królowi Francji, Karolowi VII. W pierwszych latach istnieniach na uczelni wykładano nauki z prawa, medycyny oraz sztuki.
W XVI wieku uniwersytet w Poitiers posiadał osiągnął renomę zarówno w Europie jak i Francji gdzie był sklasyfikowany na drugim miejscu za paryską Sorboną. Spośród 4 000 studentów którzy byli ówczesnymi uczniami uniwersytetu były takie osobistości jak Joachim du Bellay, François Rabelais, Kartezjusz oraz Francis Bacon.
W trakcie rewolucji francuskiej uniwersytet został zamknięty a następnie poważnie zniszczony. Ponowne otwarcie uczelni nastąpiło w 1796.

## Wydziały
- Wydział Prawa i Nauk Społecznych
- Wydział Ekonomii
- Wydział Nauk Przyrodniczych
- Wydział Medycyny
- Wydział Literatury i Lingwistyki
- AWF